# Paulo César
Paulo César Rocha Rosa (São Luís, Maranhão, 5 de enero de 1980) es un futbolista brasileño. Juega de delantero y su actual equipo es el Sporting Clube de Braga de la Primera División de Portugal. Tiene 45 años.

## Trayectoria
Después de comenzar a jugar al fútbol con el Vila Nova Futebol Clube, Paulo César se trasladó a Portugal todavía siendo un joven para jugar por el Gil Vicente FC y luego por el Vitória Guimarães. En el 2003, tuvo un corto tiempo de retorno en Brasil, jugando con el Grêmio Inhumense.
A mediados de ese mismo año, Paulo César regresa a Portugal para jugar por el Rio Ave. En el 2005, fue fichado por el UD Leiria y en el 2008 es transferido al Sporting Clube de Braga.

## Clubes
| Club              | País     | Año       |
| ----------------- | -------- | --------- |
| Vila Nova         | Brasil   | 1999-2000 |
| Gil Vicente FC    | Portugal | 2000-2001 |
| Vitória Guimarães | Portugal | 2001-2002 |
| Grêmio Inhumense  | Brasil   | 2003      |
| Rio Ave FC        | Portugal | 2003-2005 |
| UD Leiria         | Portugal | 2005-2008 |
| SC Braga          | Portugal | 2008-     |

- Datos: Q2064016